# ويليام بوينغ
 وليام ادوارد بوينغ  (بالإنجليزية: William Edward Boeing)‏ - (1 أكتوبر 1881—28 سبتمبر 1956) كان رائد الطيران الاميركي الذي أسس شركة بوينغ.

## السيرة الذاتية
عاد من سويسرا في عام 1900 لحضور «جامعة ييل»، «وليام بوينغ» ترك «جامعة ييل» في عام 1903 أسس شركة للتجارة بالخشب. اشترى مشاجر واسعة حول «غرايز هاربور» بـ واشنطن. بعدها كان قد حقق ثروة كبيرة.
بينما سافر رئيس الشركة «بوينغ»، إلى سياتل، لحضور معرض صناعة الطيران، رأى الآلة المأهولة تحلّق لأول مرة، وأصبح مولعاً بالطائرات حينها.
في عام 1916، «ويليام بوينغ» والمهندس البحري «جورج كونراد ويسترفيلت» أسسوا شركة «منتجات شركة ايرو المحيط الهادئ»، عندما دخلت أميركا الحرب العالمية الأولى في نيسان عام 1917، تم تغيير اسم الشركة من «منتجات شركة ايرو المحيط الهادئ» لـ «شركة بوينغ» واشترت القوات البحرية للولايات المتحدة 50 طائرة. في نهاية الحرب، بدأت «شركة بوينغ» للتركيز على الطائرات التجارية.
توفي «وليام بوينغ» في 28 سبتمبر 1956، في سن ال 74، قبل ثلاثة أيام فقط من عيد ميلاده ال 75. أعلن عن وفاته لدى وصوله إلى نادي اليخوت في سياتل، حيث أصيب بنوبة قلبية على متن يخته.